# Paddy Mayne
Le lieutenant-colonel Robert Blair Mayne, dit Paddy Mayne, né le 11 janvier 1915 et mort le 14 décembre 1955, est un officier de l'armée de terre britannique. C'est l'un des trois membres fondateurs (avec Jock Lewes et David Stirling) du Special Air Service (SAS) pendant la Seconde guerre mondiale, après laquelle il suit une carrière d'avocat. Sportif accompli, il pratique la boxe en amateur, à haut niveau ; il est également sélectionné pour l'Irlande et les Lions britanniques au rugby à XV. 
Au cours de la Seconde Guerre mondiale, Mayne devient l'un des soldats les plus décorés de l'armée britannique. Il s'est vu refuser de manière controversée une Croix de Victoria.

## Jeunesse et activités sportives
Robert Blair Mayne naît à Newtownards, dans le comté de Down, en Irlande (aujourd'hui l'Irlande du Nord). C'est le sixième de sept enfants d'une famille protestante. Les Mayne étaient d'éminents propriétaires fonciers qui possédaient plusieurs commerces de détail dans la ville. Il est prénommé Robert Blair en l'honneur d'un cousin germain, officier dans l'armée de terre. La maison familiale, à Mount Pleasant, est située sur les collines au-dessus de Newtownards.
Mayne fréquente la Regent House Grammar School, où son talent pour le rugby à XV se révèle à l'adolescence. Il joue également au cricket et au golf et fait preuve d'aptitude en tant que tireur dans le club de tir. À la sortie de l'école, il étudie le droit à l'Université Queen's de Belfast afin de devenir avocat. Pendant ses études universitaires, Mayne est élève-officier avec le contingent de l'Université Queen's, Belfast, de l'Officers' Training Corps.
Pendant ses études universitaires, il se lance dans la boxe et devient champion poids lourd des universités irlandaises en août 1936. Il atteint la finale du championnat universitaire britannique, pour être finalement battu aux points. Au golf, avec un handicap de 8, il remporte la Coupe du Président du club de Scrabo l'année suivante.
Sa première sélection pour l'équipe irlandaise de rugby à XV a lieu en 1937, lors d'un match contre le Pays de Galles. Après avoir été sélectionné à cinq autres reprises pour l'Irlande au poste de deuxième ligne, Mayne est sélectionné pour la tournée des Lions britanniques de 1938 en Afrique du Sud. Bien que les Lions perdent le premier match, un journal sud-africain juge que Mayne joue « [de manière exceptionnelle] dans un pack qui a résolument et inlassablement résisté à l'énorme force adverse ». Il joue dix-sept des vingt matches provinciaux et les trois test-matches. À son retour d'Afrique du Sud, il rejoint le club Malone RFC à Belfast.
Lors de cette tournée sud-africaine de 1938, la nature exubérante de Mayne fait grand bruit : il dégrade les chambres d'hôtel de ses coéquipiers, laisse échapper provisoirement un condamné avec lequel il s'était lié d'amitié et qui travaillait à la construction du stade Ellis Park, ou encore il s'échappe d'un dîner officiel pour partir chasser l'antilope.
Au début de 1939, Mayne obtient son diplôme de l'Université Queen's et rejoint le cabinet George Maclaine & Co à Belfast, après avoir été stagiaire au TCG Mackintosh pendant les cinq années précédentes. 
Dans son activité sportive en 1939, Robert Mayne reçoit des éloges pour les trois matches qu'il a disputés avec l'équipe d'Irlande, comme l'atteste un reportage d'époque : « Mayne, dont l'efficacité silencieuse mais redoutable contraste directement avec l'exubérance d'O'Loughlin, peut donner une impression de lenteur, mais en réalité il couvre le terrain à une vitesse extraordinaire pour un homme de sa corpulence, comme l'ont constaté à leurs dépens plus d'un trois-quarts ».

## Deuxième Guerre mondiale

### Missions initiales
En mars 1939, avant le déclenchement de la Seconde Guerre mondiale, Mayne avait rejoint la Réserve supplémentaire à Newtownards et devient officier dans la Royal Artillery. Il fut affecté à la 5 Light Anti-Aircraft Battery, au 8th Anti-Aircraft Regiment, celui-ci devenant plus tard le 8th (Belfast) Régiment antiaérien lourd. Lorsque la batterie a été affectée au 9th Anti-Aircraft Regiment (plus tard 9th Heavy AA Regiment de Londonderry) pour le service outre-mer, Mayne a été transféré au 66th Light AA Regiment en Irlande du Nord. En avril 1940, il est de nouveau muté, cette fois aux Royal Ulster Rifles.
À la suite de l'appel de  Churchill à former une force de commandos pour des assauts nommés « boucher et verrouiller » après l'évacuation de Dunkerque, Mayne se porte volontaire pour le nouveau Commando n°11 (écossais). Il connaît son premier engagement en juin 1941 en tant que sous-lieutenant avec le 11 Commando, pendant la campagne Syrie-Liban. Mayne mène avec succès une section d'hommes lors de la bataille du fleuve Litani au Liban contre les forces françaises de Vichy. L'opération était commandée par le major Dick Pedder, du Highland Light Infantry, tué au combat. Mayne remplit courageusement sa mission d'assaut et reçoit une citation militaire britannique.

### Transfert au SAS
Mayne est recommandé au capitaine David Stirling par son ami le lieutenant Eoin McGonigal, un collègue officier du commando n°11 (écossais) et l'un des premiers volontaires du Special Air Service (SAS). Cette unité est alors simplement connue sous le nom d'"unité de parachutistes". Il est reconnu que Mayne était en état d'arrestation pour avoir frappé son commandant, le lieutenant-colonel Geoffrey Charles Tasker Keyes lorsque Stirling l'a rencontré. Une mention manuscrite dans le journal personnel de Keyes indique que celui-ci n'était pas au mess des officiers du Commando n°11 (écossais) à Salamine à Chypre le soir du 21 juin 1941, date à laquelle Mayne a été accusé d'avoir frappé un camarade officier, le major Charles Napier. Keyes avait passé la nuit ailleurs, arrivant à Salamine le lendemain, le 22 juin 1941, après les faits. Keyes déclare dans son journal qu'il a mené une enquête établissant que Mayne était responsable.
Le journal de Keyes indique clairement que Mayne a été amené devant le commandant divisionnaire, le brigadier Rodwell, le 23 juin, pour avoir agressé Napier, le commandant en second de son bataillon. En effet, Mayne avait une rancune contre Napier, absent combat de Litani, et qui, selon un membre actif du 11 Commando, avait tiré sur le chien de compagnie de Mayne pendant l'absence de ce dernier. Mayne était attaché à son animal de compagnie et en était furieux. Le journal de Keyes rapporte que, le soir du 21 juin, après avoir beaucoup bu au mess, Mayne a agressé Napier après l'avoir attendu près de sa tente. Keyes note également dans son journal que Mayne a été renvoyé du 11 Commando le 23 juin, sans mentionner d'arrestation.

### SAS – 1941 et 1942
De novembre 1941 à la fin de 1942, Mayne a participé à de nombreux assauts nocturnes en profondeur derrière les lignes ennemies, dans les déserts d'Égypte et de Libye. Le SAS y a fait des ravages en détruisant de nombreux avions ennemis au sol. Mayne a été le pionnier de l'utilisation de jeeps militaires pour mener des attaques surprises suivies de fuites rapides, en particulier contre les aérodromes de l'Axe. Il a été dit qu'il avait personnellement détruit jusqu'à cent avions.
Son premier assaut réussi à Wadi Tamet (Libye) le 14 décembre 1941 où des avions et des stocks d'essence ont été détruits, a contribué à maintenir le SAS en existence, après l'échec du précédent derrière les lignes ennemies. Pour sa participation à celui de Wadi Tamet, Mayne a reçu la médaille de l'Ordre du service distingué (DSO). Il a également reçu une citation militaire britannique le 24 février 1942.
À propos de l'attaque de Tamet, son rapport officiel note :

« The following damage was done on or in the vicinity of the aerodrome:
(a) Bombs were placed on 14 aircraft.
(b) 10 aircraft were damaged by having instrument panels destroyed.
(c) Bomb and petrol dumps were blown up.
(d) Reconnaissance was made down to the seafront but only empty huts were found.
(e) Several telephone poles were blown up.
(f) Some Italians were followed, and the hut they came out of was attacked by sub-machine gun and pistol fire and bombs were placed on and around it. There appeared to be roughly thirty inhabitants. Damage inflicted unknown. »

Mayne a pris part à l'assaut du SAS le plus réussi de la guerre du désert. Dans la nuit du 26 juillet 1942, avec dix-huit jeeps armées, lui et Stirling ont attaqué l'aérodrome de Sidi Haneish. Évitant d'être détectés, ils ont détruit jusqu'à quarante avions allemands, s'échappant en perdant seulement trois jeeps et deux hommes tués.

### Commandant
Après la capture de David Stirling en janvier 1943, le 1st SAS Regiment a été réorganisé en deux parties distinctes, le Special Raiding Squadron (SRS) et la Special Boat Section (l'ancêtre du Special Boat Service ). En tant que major, Mayne a été nommé commandant de l'escadron spécial. Il a dirigé l'unité en Sicile et en Italie continentale jusqu'à la fin de 1943. En Sicile, Mayne a reçu une barrette pour sa DSO. La citation officielle se lit comme suit :

« On 10 July 1943, Major Mayne carried out two successful operations, the first the capture of CD battery the outcome of which was vital to the safe landing of 13 Corps. By nightfall SRS had captured three additional batteries, 450 prisoners, as well as killing 200 to 300 Italians. The second operation was to capture and hold of the town of Augusta. The landing was carried out in daylight – a most hazardous combined operation. By the audacity displayed, the Italians were forced from their positions and masses of stores and equipment were saved from enemy demolition. In both these operations it was Major Mayne's courage, determination and superb leadership which proved the key to success. He personally led his men from landing craft in the face of heavy machine-gun fire. By this action, he succeeded in forcing his way to ground where it was possible to form up and sum up the enemy's defences. »

En janvier 1944, Mayne est promu lieutenant-colonel et nommé commandant du 1er régiment SAS reformé. Il dirige ensuite le SAS avec une grande efficacité lors des dernières campagnes de la guerre en France, aux Pays-Bas, en Belgique, en Allemagne et en Norvège, faisant souvent campagne aux côtés de résistants locaux, dont le maquis français. En reconnaissance de son autorité et de son courage en France, où il s'est entraîné et a travaillé en étroite collaboration avec la Résistance française, Mayne a reçu la deuxième barrette pour sa DSO. La citation officielle indique :

« Lt-Col. R.B.Mayne DSO has commanded 1 SAS Regiment throughout the period of operations in France. On 8 August 1944, he was dropped to Operation Houndsworth base, located west of Dijon, in order to co-ordinate and take charge of the available detachments of his Regiment and co-ordinate their activities with a major Airborne landing which was then envisaged near Paris. He then proceeded in a jeep in daylight to motor to the GAIN base making the complete journey in one day. On the approach of Allied Forces, he passed through the lines in his jeep to contact the American Forces and to lead back through the lines his detachment of twenty jeeps landed for Operation WALLACE. During the next few weeks, he successfully penetrated the German and American lines on four occasions in order to lead parties of reinforcements. It was entirely due to Lt-Col.Mayne's fine leadership and example, and his utter disregard for danger, that the unit was able to achieve such striking successes. »

Au cours de la guerre, il est devenu l'un des soldats les plus décorés de la British Army titulaire de la DSO avec trois barrettes.

### Recommandation pour la Croix de Victoria
Mayne a participé aux campagnes en Sicile, en Italie continentale et en Europe du Nord-Ouest. Il a ensuite dirigé deux escadrons de jeep blindées à travers les lignes de front vers Oldenburg en Allemagne. Il a sauvé ses hommes blessés. Il a éliminé une position de mitrailleuse allemande dans un village local. Une citation, approuvée par le maréchal Bernard Montgomery, commandant du 21e groupe d'armées allié, a été émise recommandant Mayne pour la Croix de Victoria.
Le succès dans sa mission pour ouvrir la voie à la 4e Division (blindée) canadienne et pour semer la désorganisation parmi l'ennemi était dû à son « brillant leadership militaire et à son sang-froid calculateur » et à un « simple acte de bravoure » qui « chassa l'ennemi d'un village clé fortement tenu, brisant ainsi la barrière des défenses ennemies dans l'ensemble de ce secteur.". Suivant une pratique courante de l'époque, la récompense sollicitée a été accordée à un niveau inférieur ; Mayne a seulement reçu une troisième barrette à sa DSO (soit quatre récompenses militaires en tout).
Le major-général Sir Robert Laycock, chef des opérations combinées d'après-guerre, a écrit :
 
Les contemporains de Mayne se sont demandé pourquoi il n'a pas reçu la Croix de Victoria. L'affaire a atteint son paroxysme lorsque, après une campagne publique, la question d'une récompense posthume a été portée devant le Parlement britannique. Une Early Day Motion présentée à la Chambre des communes en juin 2005 et appuyée par plus de 100 députés stipulait également que :
 
Le gouvernement britannique a refusé de rouvrir l'affaire, bien que l'association Blair Mayne se soit engagée à poursuivre sa campagne pour que la Croix de Victoria soit décernée rétrospectivement.

## Après guerre

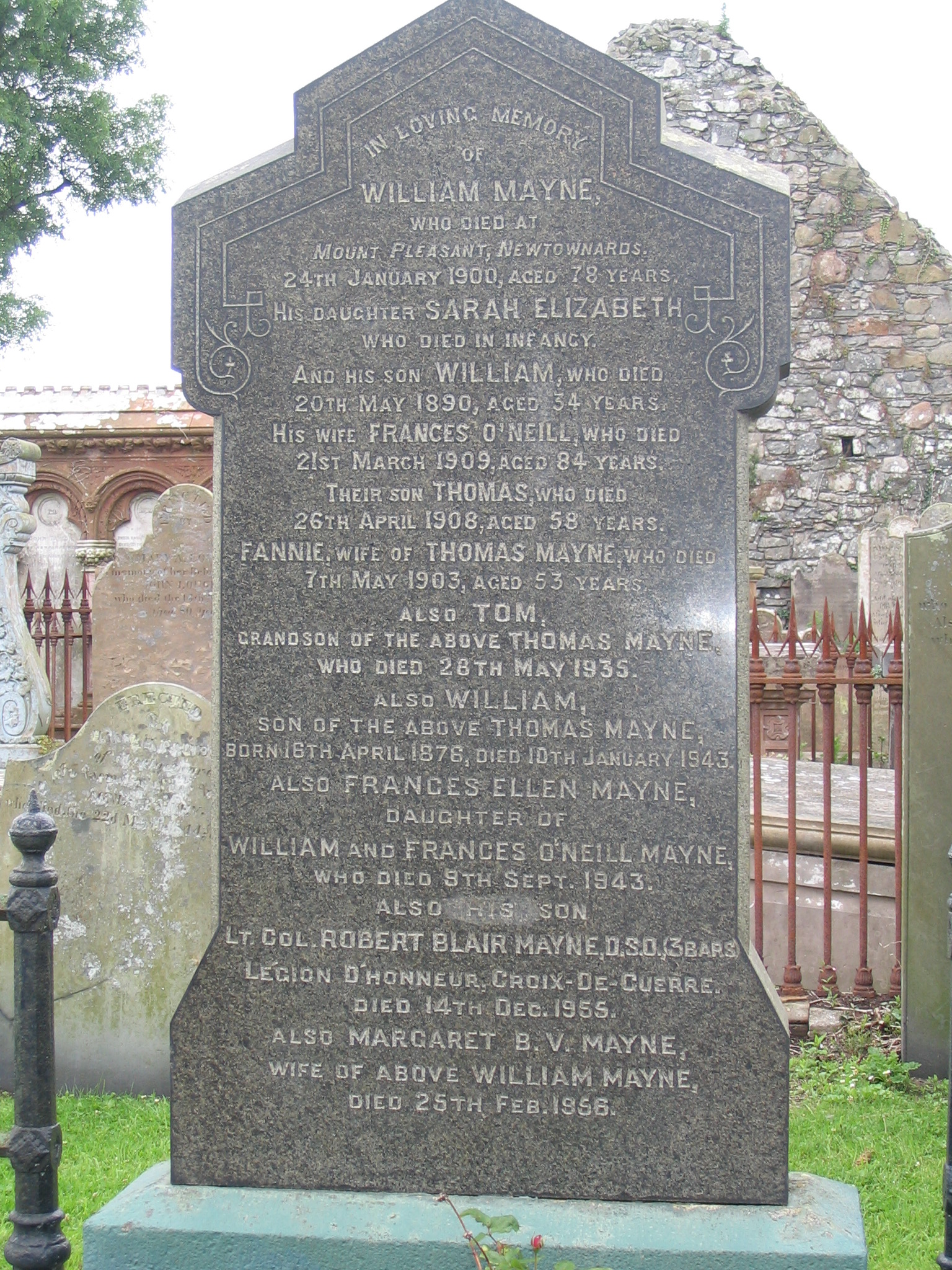
La tombe de Robert Blair "Paddy" Mayne. Cimetière de l'abbaye de Movilla à Newtownards.

En 1945, Mayne a été recruté pour l'enquête sur les dépendances des îles Falkland en tant qu'adjoint du chef d'expédition Edward W. Bingham,. Il a visité les îles Falkland, l'île de la Déception et Port Lockroy.
Mayne est ensuite retourné à Newtownards pour travailler d'abord comme avocat, puis comme secrétaire de la Law Society of Northern Ireland. Il souffrait de graves maux de dos qui l'empêchaient même de regarder le rugby en tant que spectateur. Il parlait rarement de son service en temps de guerre.
Dans la nuit du mardi 13 décembre 1955, après avoir assisté à une réunion régulière de la « Friendship Lodge », Mayne a continué à boire avec un ami dans la ville voisine de Bangor, avant de rentrer chez lui au petit matin. Vers 04h00, il a été retrouvé mort dans son roadster Riley à Mill Street, Newtownards, après avoir apparemment heurté le véhicule d'un agriculteur,.
Lors de ses funérailles, des centaines de personnes en deuil lui ont rendu hommage. Il est enterré dans le terrain familial, dans l'ancien cimetière de l'abbaye de Movilla. Après sa mort, son bijou maçonnique a été conservé pendant de nombreuses années par un ancien camarade de classe avant d'être présenté au conseil d'arrondissement de Newtownards où il a été exposé dans la salle du maire des bureaux du conseil. Une route de la ville a été nommée en son honneur. En 1997, une statue lui a été dédiée devant la mairie.

## Réputations
Au cours de la tournée des Lions de 1938, il est dit que Mayne s'est détendu en "détruisant des hôtels et en combattant des dockers".
Mayne est également décrit comme de plus en plus retiré à mesure que la guerre progressait, préférant les livres à la compagnie d'amis. Cette tendance se serait accentuée après la mort de son père pendant la Seconde Guerre mondiale. Mayne s'est vu refuser l'autorisation d'assister aux funérailles ; il aurait plongé dans une beuverie, saccagant le centre du Caire dans le but de trouver et de battre Richard Dimbleby.
Mayne était enclin à entreprendre ses collègues militaires qui montraient peu ou pas de compréhension à propos de la situation de l'Irlande du Nord.

## Héritage
Une statue en bronze (moins grande que nature) de Blair Mayne se dresse à Conway Square, Newtownards. En 2003, une base temporaire de l'armée britannique au Koweït, occupée par le premier bataillon du Royal Irish Regiment, porte son nom : "Camp Blair Mayne". C'est là que le lieutenant-colonel Tim Collins, du 1er bataillon, commandant du Royal Irish Regiment (lui-même ancien officier du SAS), a prononcé son célèbre discours devant ses troupes à la veille de l'invasion de l'Irak en 2003.
En 2022, Warlord Games a produit un modèle spécial de figurine de 28 mm de Mayne pour le jeu de guerre Bolt Action, offert aux visiteurs lors de leur journée de portes ouvertes internationales.
Il est interprété par Jack O'Connell dans la série historique télévisée de la BBC 2022 SAS: Rogue Heroes.

## Décorations
|  | Compagnon de l'Ordre du service distingué et des trois barres (DSO et 3 barres)      | 24 février 1942 21 octobre 1943 (1ère barette) 29 mars 1945 (2e barette) 11 octobre 1945 (3e barette) |
|  | 1939-45 Star                                                                         | [ 37 ]                                                                                                |
|  | Africa Star                                                                          | Avec agraphe "8th Army"                                                                               |
|  | Italy Star                                                                           | [ 37 ]                                                                                                |
|  | France and Germany Star                                                              | [ 37 ]                                                                                                |
|  | Defence Medal 1939-45                                                                | [ 37 ]                                                                                                |
|  | War Medal 1939-1945 avec feuille de chêne en bronze pour mentionné dans les dépêches | 24 février 1942 (MID)                                                                                 |
|  | Officier de la Légion d'Honneur                                                      | (France)                                                                                              |
|  | Croix de guerre 1939-1945                                                            | (France)                                                                                              |